# 方言イメージ
方言イメージ（ほうげんイメージ）とは、日本において、方言に関して人々が漠然と抱く感じ、社会の中での方言のとらえ方のこと。

## 概要
各地の方言にはイメージがつきまとう。東北弁は重苦しい、京都弁はみやびやか、大阪弁は活発、九州弁は豪快など。これに対して東京弁や共通語は知的で近代的などと評価される。方言イメージは、ステレオタイプ（紋切り型）としての把握であり、地域イメージの反映とも読み取れる。テレビドラマなどで方言を使う役柄の職種に偏りが見られ、国土の両端の方言は第一次産業と第二次産業従事者に結びつき、関西弁と東京弁は第三次産業従事者に結びつく傾向がある。これは「舞台方言・普遍的方言・標準方言」でも活用されて、一般人の方言イメージを相互補強する。方言意識は方言イメージの反映でもある。集団就職の時代に社会問題になった（主に東北地方の）方言コンプレックスは、以上の方言イメージで多くが説明できる。
方言イメージの違いは狭い地域にも見られ、例えば城下町のことばは上品で、港町のことばは荒く、農山村のことばは素朴と評価される。さらに都市内部についての違いがあり、古くからの住宅地と商店街となどでことばの評価が違うことがある。実際に共通語化の程度や敬語の使用度の違いがあり、また住民の職業構成も違うことが多い。
テレビドラマではこの手法が多用されステレオタイプの形成に貢献しているとする見解がある。

## 分析
方言イメージは、心理言語学の手法によって分析できる。日本語の方言は知的イメージと情的イメージで分類できる。諸言語の方言についての分析の correct と pleasant も、知的イメージと情的イメージに対応する。NHKの県民性調査での質問文「なまりがあるのは恥ずかしくない」は知的イメージに相当し、「地元のことばが好き」は情的イメージに相当する。この2問を組み合わせてグラフに描くと、都道府県は4グループに分けられ、大都会を中心にほぼ円周を描く。
1. 東京・京都・大阪などは、「好き」で「恥ずかしくない」という「自信型」
2. その外側、近畿と関東のベッドタウンの多い県は「嫌い」で「恥ずかしくない」という「地元蔑視型」
3. その外側は、「嫌い」で「恥ずかしい」という「自己嫌悪型」
4. 国土の両端は、「好き」だが「恥ずかしい」という「分裂型」

である。
知的イメージの高い方言は、地域（話し手）の人口、経済力、文化力（情報量）などが優位である。一方情的イメージの良い方言では、方言みやげ・方言グッズや街角の方言景観としての方言使用（方言ネーミング）が目立ち、方言産業が成立する。この方言イメージの違いは言語的・非言語的の2種の要因で説明できる。言語的には、方言イメージ全体の地理的分布パターンをみると、標準語形（または方言形）使用率と似たパターンを示す。発音・アクセントなどが共通語と違うとマイナスイメージで、例えば東北の方言が知的に低く評価されるのは、母音・子音のイメージの反映でもある。非言語的には、地域イメージが低いと方言イメージもマイナスで、たとえば県民所得などと一致する傾向を示す。